# Al-Kâmil
Pour les articles homonymes, voir An-Nasir.
Al-Malik al-Kâmil Nâsîr ad-Dîn « le Parfait » (v.1177 † 8 mars 1238) est un vice-roi d'Égypte sous le règne de son père al-Adel puis un sultan ayyoubide d'Égypte de 1218 à 1238 et de Syrie de 1237 à 1238. Il est fils du sultan ayyoubide Al-Adel et le neveu de Saladin.

## Biographie
Lorsque son père devient sultan de Damas après avoir écarté son neveu Al-Afdhal, en 1196, il lui confie ses fiefs de Diyarbékir et de Jazira. En 1198, le sultan d’Égypte Malik Al-Aziz meurt d’une chute de cheval laissant un fils de neuf ans et Al-Afdhal prend la régence. Il tente de reprendre Damas à son oncle et s’allie à son frère Malik Al-Zahir. Le siège de Damas commence en juin 1199 et dure six mois, pendant lesquels Al-Adel travaille à semer la discorde entre ses neveux, puis Al-Kamil arrive avec des renforts, ce qui oblige les deux princes à lever le siège. Al-Adel profite de l’arrivée de son fils avec une armée pour prendre l’offensive et s’emparer de l’Égypte (5 février 1200). Al-Adel nomme alors son fils Al-Kamil comme vice-roi d’Égypte.

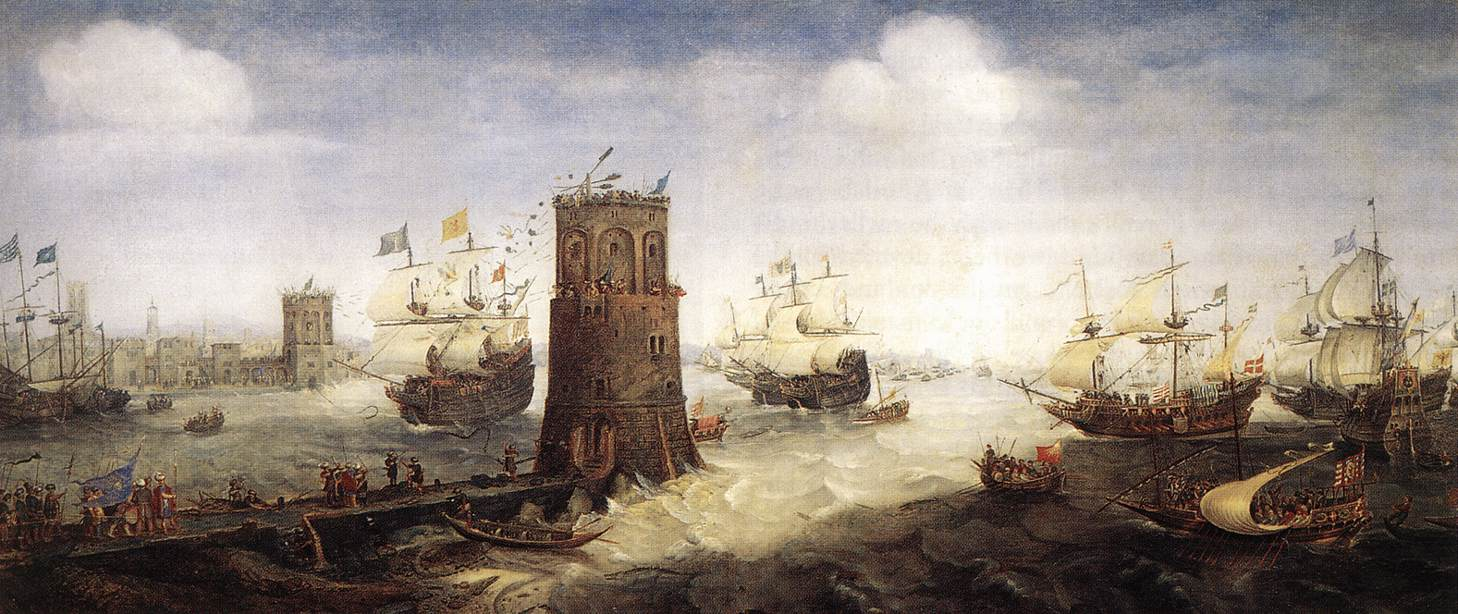
Cornelis Claesz van Wieringen : Navire brisant la chaîne de Damiette lors la cinquième croisade.

Au début du mois de juin 1218, la cinquième croisade débarque en Égypte devant Damiette et assiège la ville. Al-Kamel se porte au secours de la ville, parvient à contenir les croisés et à les empêcher d’achever d’encercler Damiette, en leur infligeant des pertes sévères. Mais le 24 août 1218, un navire croisé réussit à prendre la tour de la chaîne, donnant ainsi à la flotte croisée l’accès au bras du Nil. Al-Adel meurt le 31 août 1218 en apprenant la nouvelle, mais après avoir conseillé à ses fils de céder Jérusalem aux croisés en échange de leur départ d’Égypte. La tactique d’Al-Kamil contre les croisés, uniquement défensive, suscite le mécontentement de l’armée musulmane et un de ses lieutenants, Imad al-Dîn ibn Meshtub, émir de Naplouse, tente un coup d’État pour le renverser et le remplacer par un de ses frères, Al-Fa’iz, plus docile. Ne se sentant plus en sécurité au sein de l’armée égyptienne, Al-Kamil abandonne le camp dans la nuit du 4 au 5 février 1219, entraînant la dispersion de son armée et laissant le champ libre aux croisés. Il rejoint son frère Malik al-Mu'azzam Musa, émir de Damas et venu à son secours. Grâce à l’aide de son frère, il soumet les conjurés.
Par deux occasions, en juin puis en septembre 1219, Al-Kamil offre aux croisés la rétrocession de Jérusalem contre leur départ, mais, si cette proposition est favorablement reçue par Jean de Brienne, roi de Jérusalem, et les barons francs, elle se heurte à l’intransigeance du légat Pélage d’Albano, et les croisés prennent Damiette le 5 novembre 1219. En fait, Pélage compte sur l’arrivée de l’empereur Frédéric II et de son armée, mais ce dernier ne cesse de différer le départ, et n’arrivera en fait que huit ans plus tard. Al-Kamil fait armer une flotte à l’ouest du delta, non loin d’Alexandrie, qui pendant l’été 1220, écrase les vaisseaux occidentaux au large de Chypre.
C'est à cette période, pendant l'occupation de Damiette, que les Fioretti situent la rencontre du sultan avec François d'Assise : celui-ci se rend auprès d’Al-Kamil pour le convertir, mais si Al-Kamil le reçoit cordialement et civilement, il aurait refusé le baptême par crainte de la réaction de ses hommes. Considérant saint François comme un ambassadeur, il renouvelle l’offre d’échanger Jérusalem contre Damiette, mais se heurte encore au refus de Pélage. Las d’attendre l’empereur, Pélage décide de marcher sur Le Caire en juillet 1221, peu avant la crue du Nil. Embourbés, les croisés doivent se rendre et n’obtiennent leur libération que contre la restitution de Damiette. Cette expédition n’empêche pas Al-Kamil et Jean de Brienne de nouer ensuite des relations de courtoisie.
La résistance à la cinquième croisade avait été un succès en raison de la collaboration entre les trois frères, al-Mu’azzam, Al-Kamil et Al-Asraf, sultan de Khilat et de la Jazira. Mais cette harmonie est rompue à la fin de l’année 1223. Profitant de la mort de son cousin Al-Mansur Mohammed († 1222), émir de Hama et des troubles de succession, Al-Mu’azzam tente de s’emparer de la ville, mais l’intervention de ses frères Al-Kamil et Al-Ashraf l’oblige à y renoncer. En 1226, son frère Al-Ashraf, dont les domaines sont menacés par les Khoarismiens, se rend à Damas pour demander de l’aide à son frère, mais Al’Mu’azzam le garde dans une captivité dorée pour l’obliger à s’allier avec lui contre Al-Kamil. À peine libéré, Al-Ashraf se dépêche de revenir sur ses engagements et rejoint son frère Al-Kamil. Al’Mu’azzam s’allie aux Khoarismiens, tandis que ses deux frères dépêchent une ambassade auprès de l’empereur Frédéric II, lui promettant Jérusalem contre son alliance et son aide militaire. La guerre fratricide est sur le point d’éclater quand Al’M’uazzam meurt, le 11 novembre 1227.
Frédéric II avait épousé en 1225 Isabelle de Brienne, fille de Jean de Brienne, et était devenu roi de Jérusalem par ce mariage. En 1227, cherchant de l’aide contre son frère, Al-Kamel lui avait envoyé une ambassade à Palerme, dirigée par l’émir Fakhreddin Ibn ach-Cheikh. Ce dernier était devenu l’ami de l’empereur, grand admirateur de la civilisation musulmane. Les liens se resserrent entre le sultan du Caire et Frédéric II du Saint-Empire et Al-Kamel propose à l’empereur de venir en Orient occuper la Palestine et Jérusalem. Il voit d’un bon œil la création d’un État tampon entre l’Égypte et la Syrie qui appartient à son frère al-Moazzam, avec lequel il vient de se brouiller. Frédéric II, qui ne se soucie pas de religion, pense de son côté que la prise de Jérusalem renforcerait sa position dans sa lutte contre le pape, qui vient de l’excommunier pour avoir retardé son expédition en Orient.
Al-Moazzam meurt en novembre 1227. Il laisse Damas à son fils An-Nasir Dâ'ûd, un jeune homme sans expérience. Al-Kamil peut désormais songer à s’emparer de Damas et de la Palestine, et n’a plus besoin de Frédéric II pour créer un État tampon entre l’Égypte et la Syrie. En septembre 1228, Frédéric II débarque à Acre avec seulement trois mille hommes. Il est convaincu de s’emparer de Jérusalem avec l’aide de son allié Al-Kamil. La situation politique a changé avec la mort d’al-Moazzam, mais Al-Kamil, s’est engagé à lui livrer la ville. Par l’ambassade de Kakhreddin, les deux parties arrivent à un accord. Après un simulacre de guerre pour sauver la face d'Al-Kamil auprès des musulmans, Frédéric II obtient Jérusalem, un corridor la reliant à la côte, ainsi que Bethléem, Nazareth, les environs de Saïda et la forteresse de Tibnin, à l’est de Tyr. Les musulmans gardent une présence dans la ville sainte dans le secteur du Haram ach-Charif, où sont groupés leurs principaux sanctuaires. Le traité est signé le 18 février 1229. L’empereur Frédéric II entre à Jérusalem un mois plus tard. Le monde musulman réagit à ce qu’il considère comme une trahison de la part d’al-Kamel. Al-Kamel assiège son neveu An-Nasir Dâ'ûd à Damas. La ville est prise en juin 1229. An-Nasir reçoit en compensation la Transjordanie et la forteresse de Kerak.
En 1230, les Ayyoubides doivent faire face aux Khoarismiens qui envahissent la région de Khilat, à proximité du lac de Van et qui est possession d'Al-Ashraf. Le 2 avril 1230, Jelâl al-Din prend Khilat, s'empare de l'épouse d'Al-Ashraf, une princesse géorgienne, qui y était réfugiée, la viole et fait massacrer la population. Les princes voisins, dont les Ayyoubides et les Seldjoukides de Roum, s'unissent en une coalition qui livre bataille près d'Erzinjan et lui infligent une défaite complète le 10 août 1230. Trois ans plus tard, en 1233, les alliés de la veille se disputent les régions de Khilat, d'Edesse et de Harran, et Al-Kamil réunit tous les Ayyoubides sous son commandement pour lutter contre Kay Qubadh Ier, sultan de Rum. La guerre, indécise, car Kay Qubadh prend d'abord le dessus avant d'être vaincu, dure deux ans. Peu après, Al-Ashraf se brouille avec son frère Al-Kamil et prépare une révolte contre son frère, quand il meurt le 27 août 1237. Al-Salih Ismaël succède à son frère Al-Ashraf et tente de reprendre la révolte à son compte, mais il est battu par Al-Kamil qui assiège Damas et la prend le 29 décembre 1237. Mais Al-Kamil ne profite pas longtemps de son triomphe et meurt peu après, le 8 mars 1238.

## Postérité
Une première épouse, fille de Saladin a donné naissance à :
- Malik al-Ma'sud Yusuf († 1229), émir du Yémen.
- Al-`Adil Sayf ad-Dîn (v. 1216 † 1247), sultan d'Égypte.

Une concubine du nom de Werd-el-Muna a donné naissance à :
- Malik al-Salih Ayyoub (v. 1207 † 1249), sultan d'Égypte.
- Fatima Khatun, mariée en 1231 à Malik al-Aziz (1213 † 1236), émir d'Alep
- Ghazia Khatun, mariée en 1229 à Malik al-Modaffer Mahmud, émir de Hama
- Ashwara, mariée en 1236 et répudiée peu après

### Sources
- René Grousset, Histoire des croisades et du royaume franc de Jérusalem , vol. III : 1188-1291 L'anarchie franque, Paris, Perrin, 1936 (réimpr. 2006), 902 p.
- Amin Maalouf, Les Croisades vues par les Arabes, J’ai lu, 1983 (ISBN 978-2-290-11916-7)